# Бъриъл
Burial (Бериъл) е сценичното име на Уилям Бевън, музикант от Лондон. Музиката му съдържа елементи от дъбстеп, ту-степ геридж, ембиънт и хаус музиката. Неговият дебютен едноименен албум е издаден през 2006 г.. Списание The Wire го избират за албум на годината, заедно с постигането на пето място в листа на Mixmag 2006 Албум на годината и осемнадесети в най-доброто от списъка година на The Observer Music Monthly. Вторият албум на Burial, Untrue, е вторият най-високо оценен албум на 2007 г., според сайта Metacritic.

## Композиция и звук
Бевън претендира да композира почти цялата си музика в Soundforge, цифров аудио редактор, и да избягва използването на тракер и сикуънсър. Журналистът Derek Walmsley посочва в The Wire:
| „ | Вдъхновен от мрачния дръм енд бейс на издателите Metalheadz, Burial реши в самото начало, за да се избегне на всяка цена механичния път, който в крайна сметка докара дръм енд бейс до застой. За тази цел неговите ударни модели са интуитивно разположени на екрана, а не да се квантуват, създавайки кратки колебания и отклонения в ритъма. Неговите примки и фусове са покрити с фъз и фейзър, като паяжини на забравени инструменти, и миксът е груб, а не полиран до безкрайност. Може би най-важното е, че баслиниите звучат като нищо друго на Земята. Изкривени и тежки, но също топли и земни, те приличат на мек порив на въздуха, който предхожда подземен влак. | “ |
| Derek Walmsley, Dubstep, The Wire Primers: A Guide to Modern Music, ed. Rob Young, London: Verso, 2009, p. 92. | |   |

## Дискография

### Албуми
- Burial (2006)
- Untrue (2007)

### Компилации
- Street Halo / Kindred (2012)

### EP
- South London Boroughs (2005)
- Distant Lights (2006)
- Ghost Hardware (2007)
- Street Halo (2011)
- Kindred (2012)
- Truant / Rought Sleeper (2012)

### Сингли
- Archangel (2007)
- Ghost Hardware (2007)
- Moth / Wolf Cub (2009)
- Ego / Mirror (2011)
- Four Walls / Paradise Circus (2011)
- Nova (2012)